# آدم‌کش آمریکایی
آدم‌کش آمریکایی (به انگلیسی: American Assassin) نام فیلمی اکشن و مهیج کارگردانی شده توسط مایکل کوئستا بر اساس داستانی به همین نام نوشته شده توسط وینس فلین است. بازیگران آن دیلن اوبرایان، مایکل کیتون، سنا لیثن، نوید نگهبان، شیوا نگار و تیلور کیچ هستند. این فیلم در ۱۵ سپتامبر ۲۰۱۷ منتشر شد.

## داستان
«میچ رپ» یک دانشجوی محقق، ورزشکار و با استعداد است اما بعد از رخ دادن یک فاجعه او به عنوان برنامه عملیاتی مخفی کشورش انتخاب شد. بعد از اتمام آموزش‌های لازم او برای شکار تروریست‌ها به خطرناک‌ترین نقاط جهان فرستاده می‌شود.